# Rezonanță Schumann
Rezonanța Schumann (RS) este un set de vârfuri de spectru în frecvența extrem de redusă a spectrului de câmp electromagnetic a Pământului (CEP). Rezonanțele Schumann sunt rezonanțele electromagentice globale, exercitate de descărcările fulgerelor în cavitatea formată de suprafața Pământului și ionosferă.
Acest fenomen global este numit dupa fizicianul Winfried Otto Schumann, care a prezis-o matematic în 1952. Rezonanța Schumann apare datorită faptului că spațiul dintre suprafața Pământului și ionosferă acționează ca un spațiu închis.
În cadrul Sistemului Solar local, există cinci candidați pentru detectarea rezonanței Schumann în afară de Pământ: Venus, Marte, Jupiter, Saturn și cea mai mare lună a lui Saturn, Titan. Modelarea rezonanțelor Schumann de pe planetele și lunile sistemului solar este complicată.

## Legături externe
- Rezonanța Schumann pe înțelesul tuturor sau de ce anul 2012 nu va aduce sfârșitul lumii